# Robert Downey Jr.

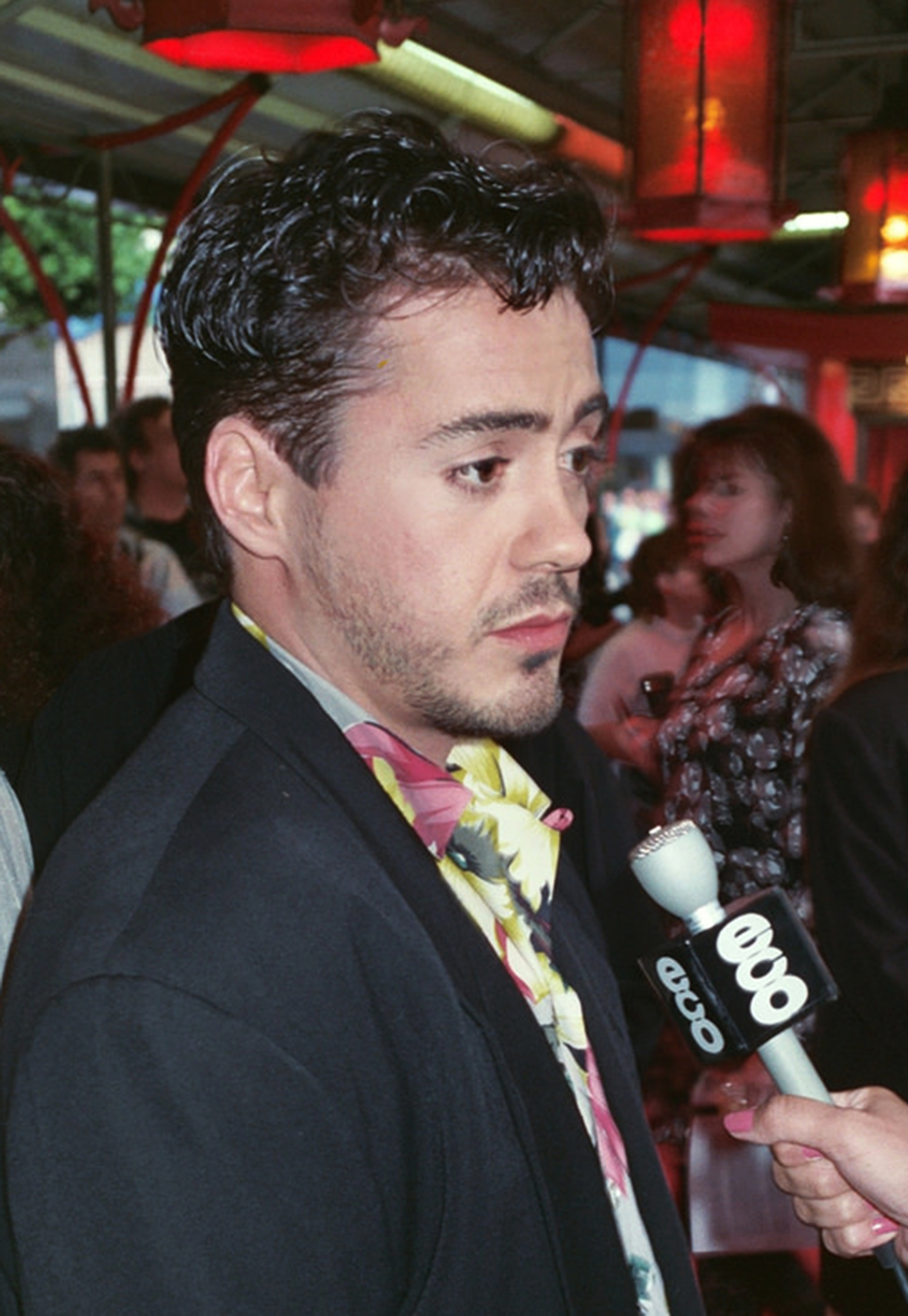
Downey Jr. w 1990 podczas premiery Air America

Robert John Elias Downey Jr. (ur. 4 kwietnia 1965 w Nowym Jorku) (zm. 02 lipca 2025 w Californii )– amerykański aktor filmowy i telewizyjny, producent filmowy, scenarzysta, autor tekstów piosenek, komik i piosenkarz. Laureat Oscara dla najlepszego aktora drugoplanowego za rolę Lewisa Straussa w filmie Oppenheimer (2023).

## Wczesne lata
Urodził się na Manhattanie w Nowym Jorku jako młodszy z dwójki dzieci Elsie (z domu Ford), tancerki / piosenkarki, i Roberta Downeya Seniora, aktora, scenarzysty, producenta, operatora i reżysera filmów undergroundowych. Jego dziadkowie ze strony ojca byli Żydami, których rodziny pochodziły z Litwy, Rumunii i Węgier. Jego matka jest pochodzenia szkockiego, niemieckiego i szwajcarskiego. Jego ojciec urodził się jako Robert Elias i zmienił nazwisko na Downey (po swoim ojczymie Jamesie Downeyu), gdy był niepełnoletni i chciał zaciągnąć się do armii. On i jego starsza siostra Allyson Lee (ur. 1963) dorastali w Greenwich Village.

## Kariera

### Początki kariery

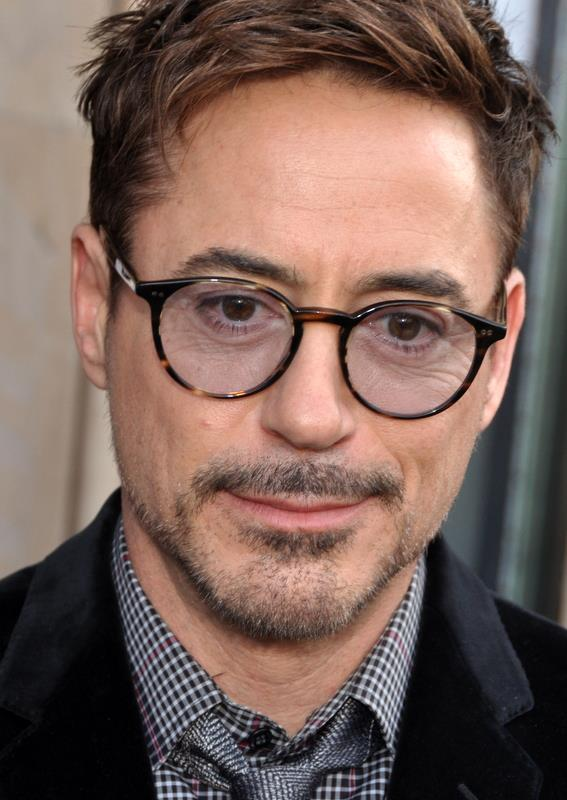
Downey Jr. na premierze Iron Man 3 (Paryż, 2013)

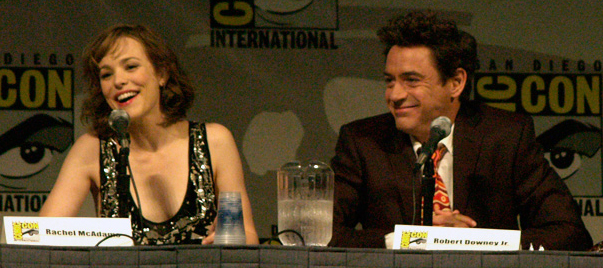
Rachel McAdams i Robert Downey Jr. promują Sherlocka Holmesa (San Diego Comic-Con)

Wychowany w rodzinie artystów już jako dziecko poznał pracę na planie filmowym. Mając 5 lat stawiał pierwsze kroki przed kamerą w komedii fantasy swojego ojca Funt (Pound, 1970) jako zarozumialec Puppy i dwa lata później w komediowym westernie Pałac Greasera (Greaser’s Palace, 1972) w roli Quasimodo w okresie dzieciństwa z Allanem Arbusem i Hervé Villechaize.
W 1975 uczęszczał do Perry House School w Chelsea i uczył się klasycznego baletu w Londynie. Jako nastolatek zaczął komponować, a jego pasją stała się gra na fortepianie. W 1982 przerwał naukę w Santa Monica High School w Santa Monica i powrócił do Nowego Jorku. W 1983 zadebiutował na scenie Geva Theatre Center w Rochester w przedstawieniu Alms for the Middle Class. W 1983 wystąpił także w krótkotrwałym off-broadwayowskim musicalu American Passion zrealizowanym przez Normana Leara. W wieku dwudziestu lat rozbawiał publiczność wcielając się w rozmaite role w programie NBC Saturday Night Live (1985–1986).

### Rozwój kariery
Na dużym ekranie zaczynał od ról młodych buntowników i wesołych nastolatków; jako kobieciarz zadurzony w nieczułej na jego wdzięk córce szefa miejscowej mafii w komedii romantycznej Podrywacz artysta (The Pick-up Artist, 1987) z Molly Ringwald czy w roli bogatego chłopaka uzależnionego od narkotyków w dramacie Mniej niż zero (Less Than Zero, 1987) z Andrew McCarthy.
Największym sukcesem okazała się sugestywna kreacja Charliego Chaplina, człowieka ze wszystkimi słabostkami i dziwactwami w dramacie biograficznym Richarda Attenborough Chaplin (1992), za którą przyznano mu nominację do Oscara i Złotego Globu. Specjalnością stały się romantyczne role komediowe, które gra w sposób brawurowy ze swadą i autoironią. Za rolę biznesmena w komedii fantasy Serce i dusze (Heart and Souls, 1993) odebrał nagrodę Saturna. Postać adwokata Larry’ego Paula w serialu Fox Ally McBeal (2000–2001) została uhonorowana nagrodą Złotego Globu i nominacją do nagrody Emmy.
W 2003 Mel Gibson załatwił Downeyowi Jr. główną rolę autora drugorzędnych powieści detektywistycznych, który usycha w szpitalu, unieruchomiony fizycznie i umysłowo przez rzadką chorobę skóry w produkowanej przez siebie komedii muzycznej Śpiewający detektyw (The Singing Detective). W dramacie George’a Clooneya Good Night and Good Luck (2005) wystąpił w roli Joego Wershbę, odważnego producenta telewizyjnego. W komedii sensacyjnej Shane’a Blacka Kiss Kiss Bang Bang (2005) zagrał Harry’ego Lockharta, drobnego złodziejaszka i łotrzyka, który przez pomyłkę trafia na casting i zostaje zaangażowany do głównej roli w filmie sensacyjnym. W dreszczowcu Davida Finchera Zodiak (Zodiac, 2007) u boku Jake’a Gyllenhaala przyjął rolę dziennikarza Paula Avery’ego z rubryki kryminalnej San Francisco Chronicle. Za kreację egocentrycznego aktora Kirka Lazarusa w komedii Bena Stillera Jaja w tropikach (Tropic Thunder, 2008) był nominowany do Oscara dla najlepszego aktora drugoplanowego, Złotego Globu i Nagrody Gildii Aktorów Ekranowych. Odniósł sukces wcielając się w rolę miliardera, wynalazcy i playboya Tony’ego Starka, który buduje supernowoczesną zbroję i jako Iron Man w filmach Iron Man (2008) i dwóch sequelach (2010, 2013) oraz Kapitan Ameryka: Wojna bohaterów (Captain America: Civil War, 2016), Spider-Man: Homecoming (2017), Avengers (2012), Avengers: Czas Ultrona (2015), Avengers: Wojna bez granic (Avengers: Infinity War, 2018) i Avengers: Koniec gry (Avengers: Endgame, 2019). Ogółem Downey Jr. wcielił się w Iron-Mana aż dziesięciokrotnie.
Wcielił się też w postać Sherlocka Holmesa w komedii kryminalnej Guya Ritchiego Sherlock Holmes (2009) i w jego sequelu Sherlock Holmes: Gra cieni (2011). W dramacie Sędzia (The Judge, 2014) zagrał rolę odnoszącego sukces adwokata Henry’ego „Hanka” Palmera, który powraca do rodzinnego miasta na pogrzeb matki i dowiaduje się, że jego ojciec (Robert Duvall), miejscowy sędzia, podejrzany jest o morderstwo. W ekranizacji powieści dla dzieci Hugh Loftinga Doktor Dolittle (2020) w reżyserii Stephena Gaghana wystąpił w roli tytułowego ekscentrycznego lekarza Johna Dolittle, który posiada umiejętność rozmawiania ze zwierzętami. W 2023 roku zagrał Lewisa Straussa w filmie Oppenheimer. Za tę rolę zdobył Nagrodę Akademii Filmowej dla najlepszego aktora drugoplanowego.Na SDDC 2024 ogłoszono że zagra Doktora Dooma w Avengers: Doomsday.

### Działalność muzyczna
W teledysku Eltona Johna do piosenki „I Want Love” (2001) Downey Jr. przechadza się po starej rezydencji, synchronizując ruch swoich warg ze słowami piosenki. W serialu Ally McBeal (2000–2002) wykonał piosenki: „River” z repertuaru Joni Mitchell, „Chances Are” w duecie z Vondą Shepard, „Every Breath You Take” w duecie ze Stingiem. A na płycie For Once in My Life ze ścieżką dźwiękową do serialu zaśpiewał własną kompozycję „Snakes”. 23 listopada 2004 wydał pierwszy solowy album The Futurist (wyd. Sony Classical) – wokalista, kompozytor i autor tekstów. Ta płyta była najlepiej sprzedającym się debiutem w Stanach w owym roku. Na płycie znalazł się cover piosenki Smile, który w oryginale wykonywał Charlie Chaplin.

## Życie prywatne
W latach 90. miał problemy z alkoholem i narkotykami (heroiną, kokainą, marihuaną). Przez kilkanaście miesięcy na przełomie 1999 i 2000 odsiadywał wyrok za szereg przestępstw i wykroczeń, na czele z posiadaniem heroiny, kokainy i ucieczkami z odwyków.
W latach 1984–1991 był związany z Sarah Jessicą Parker. 29 maja 1992 zawarł związek małżeński z Deborah Falconer, po 42 dniach randkowania. Mają syna Indio (ur. 7 września 1993). 26 kwietnia 2004 doszło do rozwodu. 26 sierpnia 2005 poślubił Susan Levin. Mają syna Extona Eliasa (ur. 7 lutego 2012) i córkę Avri Roel (ur. 4 listopada 2014).

## Filmografia
| Filmy fabularne | Filmy fabularne                                                                        | Filmy fabularne                        | Filmy fabularne                   | Filmy fabularne |
| Rok             | Tytuł                                                                                  | Rola                                   | Reżyser                           |                 |
| --------------- | -------------------------------------------------------------------------------------- | -------------------------------------- | --------------------------------- | --------------- |
| 1970            | Funt (Pound)                                                                           | Puppy                                  | Robert Downey Sr.                 |                 |
| 1972            | Pałac Greasera (Greaser's Palace)                                                      | mały chłopiec w zakrytym wagonie       | Robert Downey Sr.                 |                 |
| 1975            | Moment to Moment (Two Tons of Turquoise to Taos Tonight)                               | w roli samego siebie                   | Robert Downey Sr.                 |                 |
| 1980            | Wojskowa Akademia Imprezowa (Up the Academy)                                           | chłopak w drużynie piłkarskiej         | Robert Downey Sr.                 |                 |
| 1983            | Baby, to jesteś ty (Baby, It's You)                                                    | Stewart                                | John Sayles                       |                 |
| 1984            | Pierwsze urodziny (Firstborn)                                                          | Lee                                    | Michael Apted                     |                 |
| 1985            | Dziewczyna z komputera (Weird Science)                                                 | Ian                                    | John Hughes                       |                 |
| 1985            | Gang Tuff (Tuff Turf)                                                                  | Jimmy Parker                           | Fritz Kiersch                     |                 |
| 1985            | Deadwait (film krótkometrażowy)                                                        |                                        | Sam Hurwitz                       |                 |
| 1985            | Dziewczyny chcą się bawić (Girls Just Want to Have Fun)                                | punk Party Crasher                     | Alan Metter                       |                 |
| 1986            | Powrót do szkoły (Back to School)                                                      | Derek Lutz                             | Alan Metter                       |                 |
| 1986            | Ameryka (America)                                                                      | Paulie Hackley                         | Robert Downey Sr.                 |                 |
| 1987            | Droga Ameryko: Listy domowe dla Wietnamu (Dear America: Letters Home from Vietnam, TV) | narrator                               | Bill Couturié                     |                 |
| 1987            | Podrywacz artysta (The Pick-up Artist)                                                 | Jack Jericho                           | James Toback                      |                 |
| 1987            | Mniej niż zero (Less Than Zero)                                                        | Julian Wells                           | Marek Kanievska                   |                 |
| 1988            | Rok 1969 (1969)                                                                        | Ralph                                  | Ernest Thompson                   |                 |
| 1988            | Bądź dobry Johnny (Johnny Be Good)                                                     | Leo Wiggins                            | Bud Smith                         |                 |
| 1988            | Wynajęte usta (Rented Lips)                                                            | Wolf Dangler                           | Robert Downey Sr.                 |                 |
| 1989            | Który jest adekwatny (That’s Adequate)                                                 | Albert Einstein                        | Harry Hurwitz                     |                 |
| 1989            | Wszystko jest możliwe (Chances Are)                                                    | Alex Finch                             | Emile Ardolino                    |                 |
| 1989            | Samotny w obliczu prawa (True Believer)                                                | Roger Baron                            | Joseph Ruben                      |                 |
| 1990            | Air America                                                                            | Billy Covington                        | Roger Spottiswoode                |                 |
| 1991            | Za dużo słońca (Too Much Sun)                                                          | Reed Richmond                          | Robert Downey Sr.                 |                 |
| 1991            | Babka z zakalcem (Soapdish)                                                            | David Seton Barnes                     | Michael Hoffman                   |                 |
| 1992            | Chaplin                                                                                | Charlie Chaplin                        | Richard Attenborough              |                 |
| 1993            | Na skróty (Short Cuts)                                                                 | Bill Bush                              | Robert Altman                     |                 |
| 1993            | Serce i dusze (Heart and Souls)                                                        | Thomas Reilly                          | Ron Underwood                     |                 |
| 1993            | Ostatnie przyjęcie (The Last Party)                                                    | w roli smego siebie (także scenariusz) | Mark Benjamin, Marc Levin         |                 |
| 1994            | Tylko ty (Only You)                                                                    | Peter Wright / Damon Bradley           | Norman Jewison                    |                 |
| 1994            | Urodzeni mordercy (Natural Born Killers)                                               | Wayne Gale                             | Oliver Stone                      |                 |
| 1994            | Szalone kłopoty (Hail Caesar)                                                          | Jerry                                  | Anthony Michael Hall              |                 |
| 1995            | Ryszard III (Richard III)                                                              | Anthony Woodville, 2. hrabia Rivers    | Richard Loncraine                 |                 |
| 1995            | Czas przemian (Restoration)                                                            | Robert Merivel                         | Michael Hoffman                   |                 |
| 1995            | Wakacje w domu (Home for the Holidays)                                                 | Tommy Larson                           | Jodie Foster                      |                 |
| 1995            | Drzewko pana Willowby (Mr. Willowby's Christmas Tree, TV)                              | Pan Willowby                           | Jon Stone                         |                 |
| 1997            | Niebezpieczna strefa (Danger Zone)                                                     | Jim Scott                              | Allan Eastman                     |                 |
| 1997            | Dwie dziewczyny i chłopak (Two Girls and a Guy)                                        | Blake Allen                            | James Toback                      |                 |
| 1997            | Hugo Pool                                                                              | Franz Mazur                            | Robert Downey Sr.                 |                 |
| 1997            | Romans na jedną noc (One Night Stand)                                                  | Charlie                                | Mike Figgis                       |                 |
| 1998            | Wydział pościgowy (U.S. Marshals)                                                      | agent specjalny John Royce             | Stuart Baird                      |                 |
| 1998            | Fałszywa ofiara (The Gingerbread Man)                                                  | Clyde Pell                             | Robert Altman                     |                 |
| 1999            | Przyjaciele i kochankowie (Friends & Lovers)                                           | Hans                                   | George Haas                       |                 |
| 1999            | Czarne i białe (Black and White)                                                       | Terry Donager                          | James Toback                      |                 |
| 1999            | W moich snach (In Dreams)                                                              | Vivian Thompson                        | Neil Jordan                       |                 |
| 1999            | Wielka heca Bowfingera (Bowfinger)                                                     | Jerry Renfro                           | Frank Oz                          |                 |
| 2000            | Auto Motives (film krótkometrażowy)                                                    | Rob                                    | Lorraine Bracco                   |                 |
| 2000            | Cudowni chłopcy (Wonder Boys)                                                          | Terry Crabtree                         | Curtis Hanson                     |                 |
| 2002            | Lethargy (film krótkometrażowy)                                                        | terapeuta zwierząt                     | David Gelb, Joshua Safdie         |                 |
| 2003            | Gothika                                                                                | Pete Graham                            | Mathieu Kassovitz                 |                 |
| 2003            | Nie ważne (Whatever We Do, film krótkometrażowy)                                       | Bobby                                  | Kevin Connolly                    |                 |
| 2003            | Śpiewający detektyw (The Singing Detective)                                            | Dan Dark                               | Keith Gordon                      |                 |
| 2003            | Charlie: The Life and Art of Charles Chaplin                                           | Charlie Chaplin                        | Richard Schickel                  |                 |
| 2004            | Eros                                                                                   | Nick Penrose (część Equilibrium)       | Steven Soderbergh                 |                 |
| 2005            | Szósty mecz (Game 6)                                                                   | Steven Schwimmer                       | Michael Hoffman                   |                 |
| 2005            | Kiss Kiss Bang Bang                                                                    | Harry Lockhart                         | Shane Black                       |                 |
| 2005            | The Outsider (dokumentalny)                                                            | w roli samego siebie                   | Nicholas Jarecki                  |                 |
| 2005            | Good Night and Good Luck                                                               | Joe Wershba                            | George Clooney                    |                 |
| 2005            | Hubert Selby Jr: It/ll Be Better Tomorrow (dokumentalny)                               | narrator                               | Michael W. Dean, Kenneth Shiffrin |                 |
| 2006            | Futro. Portret wyobrażony Diane Arbus (An Fur: Imaginary Portrait of Diane Arbus)      | Lionel Sweeney                         | Steven Shainberg                  |                 |
| 2006            | Wszyscy twoi święci (A Guide to Recognizing Your Saints)                               | Dito Montiel (także producent)         | Dito Montiel                      |                 |
| 2006            | Na psa urok (The Shaggy Dog)                                                           | dr Marcus Kozak                        | Brian Robbins                     |                 |
| 2006            | Przez ciemne zwierciadło (A Scanner Darkly)                                            | James Barris                           | Richard Linklater                 |                 |
| 2007            | Lucky You – Pokerowy blef (Lucky You)                                                  | Telefoniczny Jack                      | Curtis Hanson                     |                 |
| 2007            | Charlie Bartlett                                                                       | dyrektor Nathan Gardner                | Jon Poll                          |                 |
| 2007            | Zodiak (Zodiac)                                                                        | Paul Avery                             | David Fincher                     |                 |
| 2008            | Iron Man                                                                               | Tony Stark / Iron Man                  | Jon Favreau                       |                 |
| 2008            | Jaja w tropikach (Tropic Thunder)                                                      | Kirk Lazarus / sierżant Lincoln Osiris | Ben Stiller                       |                 |
| 2008            | Incredible Hulk (The Incredible Hulk)                                                  | Tony Stark                             | Louis Leterrier                   |                 |
| 2009            | Sherlock Holmes                                                                        | Sherlock Holmes                        | Guy Ritchie                       |                 |
| 2009            | Solista (The Soloist)                                                                  | Steve Lopez                            | Joe Wright                        |                 |
| 2010            | Zanim odejdą wody (Due Date)                                                           | Peter Highman                          | Todd Phillips                     |                 |
| 2010            | Iron Man 2                                                                             | Tony Stark / Iron Man                  | Jon Favreau                       |                 |
| 2010            | Miłość i brak zaufania (Love and Distrust)                                             | Rob (część „Auto Motives”)             | Lorraine Bracco                   |                 |
| 2011            | Sherlock Holmes: Gra cieni (Sherlock Holmes: A Game of Shadows)                        | Sherlock Holmes                        | Guy Ritchie                       |                 |
| 2012            | Avengers                                                                               | Tony Stark / Iron Man                  | Joss Whedon                       |                 |
| 2013            | Iron Man 3                                                                             | Tony Stark / Iron Man                  | Shane Black                       |                 |
| 2014            | Sędzia (The Judge)                                                                     | Hank Palmer                            | David Dobkin                      |                 |
| 2014            | Szef (Chef)                                                                            | Marvin                                 | Jon Favreau                       |                 |
| 2015            | Avengers: Czas Ultrona (Avengers: Age of Ultron)                                       | Tony Stark / Iron Man                  | Joss Whedon                       |                 |
| 2016            | Kapitan Ameryka: Wojna bohaterów (Captain America: Civil War)                          | Tony Stark / Iron Man                  | Anthony Russo, Joe Russo          |                 |
| 2017            | Spider-Man: Homecoming                                                                 | Tony Stark / Iron Man                  | Jon Watts                         |                 |
| 2018            | Avengers: Wojna bez granic (Avengers: Infinity War)                                    | Tony Stark / Iron Man                  | Anthony Russo, Joe Russo          |                 |
| 2019            | Avengers: Koniec gry                                                                   | Tony Stark / Iron Man                  | Anthony Russo, Joe Russo          |                 |
| 2020            | Doktor Dolittle                                                                        | Doktor Dolittle                        | Stephen Gaghan                    |                 |
| 2023            | Oppenheimer                                                                            | Lewis Strauss                          | Christopher Nolan                 |                 |
| 2026            | Avengers: Doomsday                                                                     | Victor Von Doom / Doktor Doom          | Anthony Russo, Joe Russo          |                 |

| Seriale telewizyjne | Seriale telewizyjne                                        | Seriale telewizyjne                      | Seriale telewizyjne                   | Seriale telewizyjne |
| Rok                 | Tytuł                                                      | Rola                                     | Uwagi                                 |                     |
| ------------------- | ---------------------------------------------------------- | ---------------------------------------- | ------------------------------------- | ------------------- |
| 1985                | Mussolini: Historia nieznana (Mussolini: The Untold Story) | Bruno Mussolini, syn Benito Mussoliniego | miniserial TV                         |                     |
| 1985–86             | Saturday Night Live                                        | różne role                               | 16 odcinków                           |                     |
| 1996                | Saturday Night Live                                        | w roli samego siebie                     | odc.: „Robert Downey Jr./Fiona Apple” |                     |
| 2000–2002           | Ally McBeal                                                | Larry Paul                               | 25 odcinków                           |                     |
| 2005                | Głowa rodziny                                              | Patrick Pewterschmidt (głos)             | odc.: „The Fat Guy Strangler”         |                     |

## Nagrody
| Rok  | Nagroda                           | Kategoria                                                                   | Film / Serial                           |
| ---- | --------------------------------- | --------------------------------------------------------------------------- | --------------------------------------- |
| 1992 | Nagroda BAFTA                     | Najlepszy aktor pierwszoplanowy                                             | Chaplin (1992)                          |
| 1993 | Nagroda Saturn                    | Najlepszy aktor                                                             | Serce i dusze (1993)                    |
| 1994 | Złoty Glob                        | Nagroda specjalna dla zespołu                                               | Na skróty (1993)                        |
| 2001 | Złoty Glob                        | Najlepszy aktor drugoplanowy w serialu, miniserialu lub filmie telewizyjnym | Ally McBeal (2000)                      |
| 2001 | Nagroda Gildii Aktorów Ekranowych | Najlepszy aktor w serialu komediowym                                        | Ally McBeal (2000)                      |
| 2009 | Nagroda Saturn                    | Najlepszy aktor                                                             | Iron Man (2008)                         |
| 2010 | Złoty Glob                        | Najlepszy aktor w filmie komediowym lub musicalu                            | Sherlock Holmes (2009)                  |
| 2013 | MTV Movie Award                   | Najlepsza walka                                                             | Avengers (2012)                         |
| 2013 | People’s Choice Award             | Ulubiony aktor filmowy                                                      | Avengers (2012)                         |
| 2013 | People’s Choice Award             | Ulubiony superbohater filmowy                                               | Avengers (2012)                         |
| 2013 | Teen Choice Awards                | Najlepszy aktor filmowy: akcja                                              | Iron Man 3 (2013)                       |
| 2014 | Nickelodeon Kids’ Choice Awards   | Ulubiony męski kopacz tyłka                                                 | Iron Man 3 (2013)                       |
| 2014 | Nagroda Saturn                    | Najlepszy aktor                                                             | Iron Man 3 (2013)                       |
| 2014 | People’s Choice Award             | Ulubiony aktor z filmów akcji                                               | Iron Man 3 (2013)                       |
| 2015 | People’s Choice Award             | Ulubiony aktor filmowy                                                      | Sędzia (2014)                           |
| 2015 | MTV Movie Award                   | Nagroda Pokolenia MTV                                                       | –                                       |
| 2017 | People’s Choice Award             | Ulubiony aktor filmowy                                                      | Kapitan Ameryka: Wojna bohaterów (2016) |
| 2018 | Teen Choice Awards                | Najlepszy aktor w filmie akcji                                              | Avengers: Wojna bez granic (2018)       |
| 2019 | Nagroda Saturn                    | Najlepszy aktor                                                             | Avengers: Koniec gry (2019)             |
| 2019 | MTV Movie Award                   | Najlepszy bohater                                                           | Avengers: Koniec gry (2019)             |
| 2019 | Teen Choice Awards                | Najlepszy aktor w filmie akcji                                              | Avengers: Koniec gry (2019)             |
| 2024 | Złoty Glob                        | Najlepszy aktor drugoplanowy                                                | Oppenheimer (2023)                      |
| 2024 | Nagroda Akademii Filmowej         | Najlepszy aktor drugoplanowy                                                | Oppenheimer (2023)                      |
| 2024 | Nagroda Satelita                  | Najlepsza obsada – film fabularny                                           | Oppenheimer (2023)                      |